# Ateloplus
Ateloplus is een geslacht van rechtvleugeligen uit de familie sabelsprinkhanen (Tettigoniidae). De wetenschappelijke naam van dit geslacht is voor het eerst geldig gepubliceerd in 1894 door Scudder.

## Soorten
Het geslacht Ateloplus omvat de volgende soorten:
- Ateloplus coconino Hebard, 1935
- Ateloplus hesperus Hebard, 1934
- Ateloplus joaquin Rentz, 1972
- Ateloplus luteus Caudell, 1907
- Ateloplus minor Caudell, 1907
- Ateloplus notatus Scudder, 1901
- Ateloplus schwarzi Caudell, 1907
- Ateloplus splendidus Hebard, 1934